# Resolutie (digitale beeldverwerking)

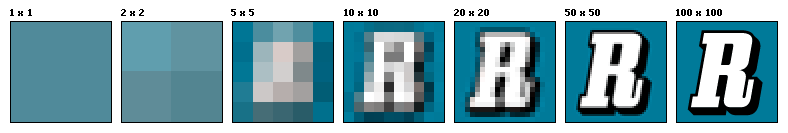
Illustratie van het effect van resolutie. Lopend van 1x1 tot 100x100.

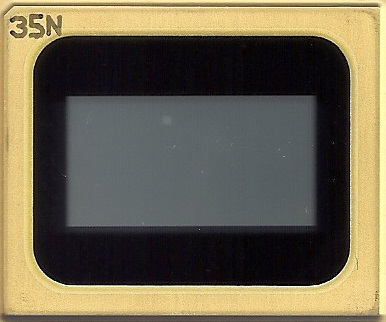
4K DLP CINEMA (Texas Instruments)

Resolutie is in de informatica en in de digitale beeldbewerking een term die wordt gebruikt om het aantal gebruikte pixels op bijvoorbeeld een beeldscherm te beschrijven. Hoe hoger dat aantal, hoe hoger de maximale resolutie van het scherm.
Resolutie is eigenlijk het scheidend vermogen van een optisch apparaat. Door de vooruitgang in de technologie werd het mogelijk het scheidend vermogen te verbeteren. Het resultaat was dat op een in afmeting gelijkblijvend oppervlak, meer optisch actieve elementen (pixels) konden worden verwerkelijkt. Wanneer de resolutie van een beeldscherm wordt verhoogd, kunnen meer pixels op dat scherm worden getoond.
In de loop van de tijd werd het begrip resolutie meer en meer (oneigenlijk) toegepast voor het aanduiden van het absolute aantal pixels in plaats van het relatieve aantal pixels.

## Beeldschermen
Veelvoorkomende beeldschermresoluties zijn:
| Benaming  | Breedte | Hoogte | Beeldverhouding |
| --------- | ------- | ------ | --------------- |
| Hercules  | 720     | 348    | 2:1             |
| VGA       | 640     | 480    | 4:3             |
| EGA       | 1024    | 768    | 4:3             |
| HD ready  | 1280    | 720    | 16:9            |
| Super XGA | 1280    | 1024   | 5:4             |
|           | 1366    | 768    | 16:9            |
|           | 1400    | 1050   | 4:3             |
| WSXGA+    | 1680    | 1050   | 8:5             |
| Full HD   | 1920    | 1080   | 16:9            |
| QHD, 2K   | 2560    | 1440   | 16:9            |
| UHD, 4K   | 3840    | 2160   | 16:9            |
| FUHD, 8K  | 7680    | 4320   | 16:9            |

In principe geldt: hoe hoger de resolutie die het scherm aankan, hoe hoger de kwaliteit van het beeldscherm en de getoonde beelden. Hierbij moet wel worden aangetekend dat ook de verversingsfrequentie van het beeld sterk bijdraagt aan de waargenomen kwaliteit: een lage frequentie geeft een onrustig beeld dat bij lang ernaar kijken de ogen sneller vermoeit. Dit is echter alleen een probleem bij kathodestraalbuizen die tegenwoordig steeds minder gebruikt worden. Ook worden bij hoge resoluties de details in het beeld kleiner, tekst kan hierdoor scherper worden wat resulteert in makkelijker leesbare tekst.
De resolutie kan ook in ppi (pixels per inch) uitgedrukt worden.

## Scanners
Scanners lezen een document lijn voor lijn. Het aantal monsters dat per lijn wordt genomen is een maat voor de (horizontale) kwaliteit van de scan. Deze kwaliteit wordt aangeduid met pixels per inch (ppi). Worden op één inch (2,54 cm) van een lijn 600 monsters genomen, dan is de resolutie van de scanner 600 ppi.
Het aantal lijnen dat in de hoogte in één inch past, is een maat voor de verticale resolutie. Worden in de hoogte van een afbeelding 600 lijnen per inch gescand, dan is de verticale resolutie 600 ppi. Deze verticale resolutie wordt normaal bepaald door de grootte van de stap van de stappenmotor. In ons voorbeeld zal die zich dus 1/600 van een inch per gescande lijn verplaatsen.
Wanneer slechts één maat voor de ppi wordt opgegeven zijn de verticale en horizontale resolutie doorgaans gelijk.
Bij vele toestellen worden de termen dpi en ppi door elkaar gehaald. Wanneer men over digitale beeldvorming spreekt, zoals bij fototoestellen, camera's en scanners zal dit ppi zijn, want er worden pixels opgenomen. Bij analoge beeldvorming zoals bij film, fotopapier, print- en drukwerk, spreekt men over dpi. Tussen deze twee is geen enkel verband. Digitale input wordt uitgedrukt met ppi, analoge output met dpi.
Verder wordt een verschil gemaakt tussen de optische resolutie en de softwarematige resolutie van het apparaat. Dit verschil ontstaat doordat een scanner dankzij software in staat is tussenliggende pixels uit te rekenen (interpolatie). Hierdoor neemt de resolutie van het apparaat toe, zonder dat de hardware wordt verbeterd. De kwaliteit van deze softwarematige resolutieverhoging hangt sterk samen met hoeveel kleine details er aanwezig zijn in het origineel; details die kleiner zijn dan de hardwarematige resolutie van de scanner zullen altijd onzichtbaar dan wel onscherp blijven.

## Printers
Bij printers is de resolutie de hoeveelheid beeldpunten die de printer op het papier kan drukken per inch. 600 dpi (dots per inch) betekent dan dat de printer op één inch 600 punten kan wegschrijven. Ook bij printers wordt soms verschil gemaakt tussen horizontale en verticale resolutie (zie hierboven bij 'scanners').

## Digitale camera's
Bij digitale camera's geeft de resolutie het aantal pixels van de lichtgevoelige chip, de CCD of CMOS, aan.

## Geografische bestanden
In geografische bestanden, zoals luchtfoto's en satellietbeelden, wordt de ruimtelijke resolutie uitgedrukt als het aantal meters per pixel. Daarnaast worden nog een aantal andere resoluties onderscheiden:
- De spectrale resolutie is het aantal banden (bijv. rood, groen, blauw, infrarood enz.)
- De radiometrische resolutie komt overeen met het aantal grijswaarden tussen de minimale en maximale intensiteit van een band, of het aantal bits dat voor de opslag gebruikt wordt.
- De temporele resolutie wordt bepaald door de tijd tussen twee opnamen.